# Tyga
Майкл Рей Стівенсон (англ. Micheal Ray Stevenson) , більш відомий під сценічним псевдонімом Tyga (бекронім до Thank you God always) — американський реп-виконавець, співак, актор та телевізійна особистість.

## Біографія
Народився 19 листопада 1989 року у Комптоні, Каліфорнія, США. У одинадцятирічному або дванадцятирічному віці переїхав до сусіднього міста Ґардена. Має в'єтнамське та ямайське коріння. Його матір народилася у В'єтнамі та має дошлюбне прізвище Нґуєн. У дитинстві захоплювався таки реп-виконавцями як Fabolous, Lil Wayne, Cam'ron, Eminem тощо.
З грудня 2012 року точаться суперечки щодо дитинства виконавця. Tyga згадував, що зростав у неблагополучному районі Комптона, але запис його інтерв'ю для телевізійного шоу «Bustas», яке так і не вийшло в етер і було оприлюднене згодом, містить зізнання виконавця, що насправді він виховувався в родині доброго достатку в Долині Сан-Фернандо, а його батьки могли собі дозволити Range Rover. За його словами, він отримав прізвисько завдяки матері, яка називала його Тайгером Вудсом. Існують припущення, що його заяви на телебаченні не слід сприймати серйозно та розглядати як елементи сатири. Tyga так прокоментував публікацію цього відео на своїй сторінці у Твіттері: «Коли ти амбіційний чотирнадцятирічний хлопець, тебе нічого не *бе. Телебачення з використанням сценарію — не те, заради чого нам слід жити. Ха-ха-ха» .

## Кар'єра
Випустивши низку самостійних релізів, 2008 року викрнавець підписав контракт з такими студіями звукозапису як «Young Money Entertainment», «Cash Money Records» та «Republic Records». 2011 року світ побачив його дебютний проєкт, записаний за підтримки лейблів звукозапису, під назвою «Careless World: Rise of the Last King»., що містив такі успішні сингли як «Rack City», «Faded» (за участі Ліл Вейна), «Far Away» (за у часті Кріса Річардсона), «Still Got It» (за участі Дрейка) та «Make It Nasty».
Після конфлікту зі студією звукозапису «Young Money», 23 червня 2015 року Tyga самотужки випустив свій четвертий альбом під назвою «The Gold Album: 18th Dynasty», який відзначився найгіршою в його кар'єрі кількістю продажів, протягом першого тижня розійшлося всього 5000 екземплярів.
Після тривалого періоду низьких продажів та негативних відгуків критиків, у травні 2018 року виконавець презентував сингл «Taste» (за участі Оффсета), що посів восьму сходинку хіт-параду «Billboard Hot 100», ставши першим синглом після «Ayo» (за участі Кріса Брауна), який увійшов до Тор 40 цього чарту. Крім того, цей сингл згодом увійшов до сьомого студійного альбому виконавця  — «Legendary», який побачив світ 2019 року.

## Особисте життя
У 2011—2014 рр. зустрічався з моделлю Блек Чіна, яка народила з ним сина (Кінг Каїро Стівенсон).
До квітня 2017 року також зустрічався з Кайлі Дженнер. 

## Виступи у росії
Не дивлячись на російське вторгнення у України репер дав концерт у москві та після концерту у нього один із російських фанатів намагався вкрасти його перстень .

## Дискографія

### Студійні альбоми
- No Introduction (2008)
- Careless World: Rise of the Last King (2012)
- Hotel California (2013)
- The Gold Album: 18th Dynasty (2015)
- BitchImTheShit2 (2017)
- Kyoto (2018)
- Legendary (2019)

### Спільні альбоми
- Fan of a Fan: The Album (разом із Крісом Брауном (2015)

## Фільмографія
| Рік  | Назва                             | Оригінальна назва             | Роль           | Примітки |
| ---- | --------------------------------- | ----------------------------- | -------------- | -------- |
| 2012 | Мак і Девін йдуть у середню школу | Mac & Devin Go to High School | Студент        |          |
| 2015 | Наркотик                          | Dope                          | Де'Андре       |          |
| 2016 | Перукарня 3                       | Barbershop: The Next Cut      | Яммі           |          |
| 2016 | Геловін Медеї                     | Boo! A Madea Halloween        | Реп-виконавець |          |
| 2017 | Його собаче діло                  | Once Upon a Time in Venice    | Сальваторе     |          |

| Рік  | Назва | Оригінальна назва | Роль                 | Примітки               |
| ---- | ----- | ----------------- | -------------------- | ---------------------- |
| 2019 | Крик  | Scream            | Джамал «Джей» Елліот | головна роль (3 сезон) |

2012 року став продюсером та спів-режисером фільму для дорослих «Rack City: The XXX Movie».